# طريق الكباش

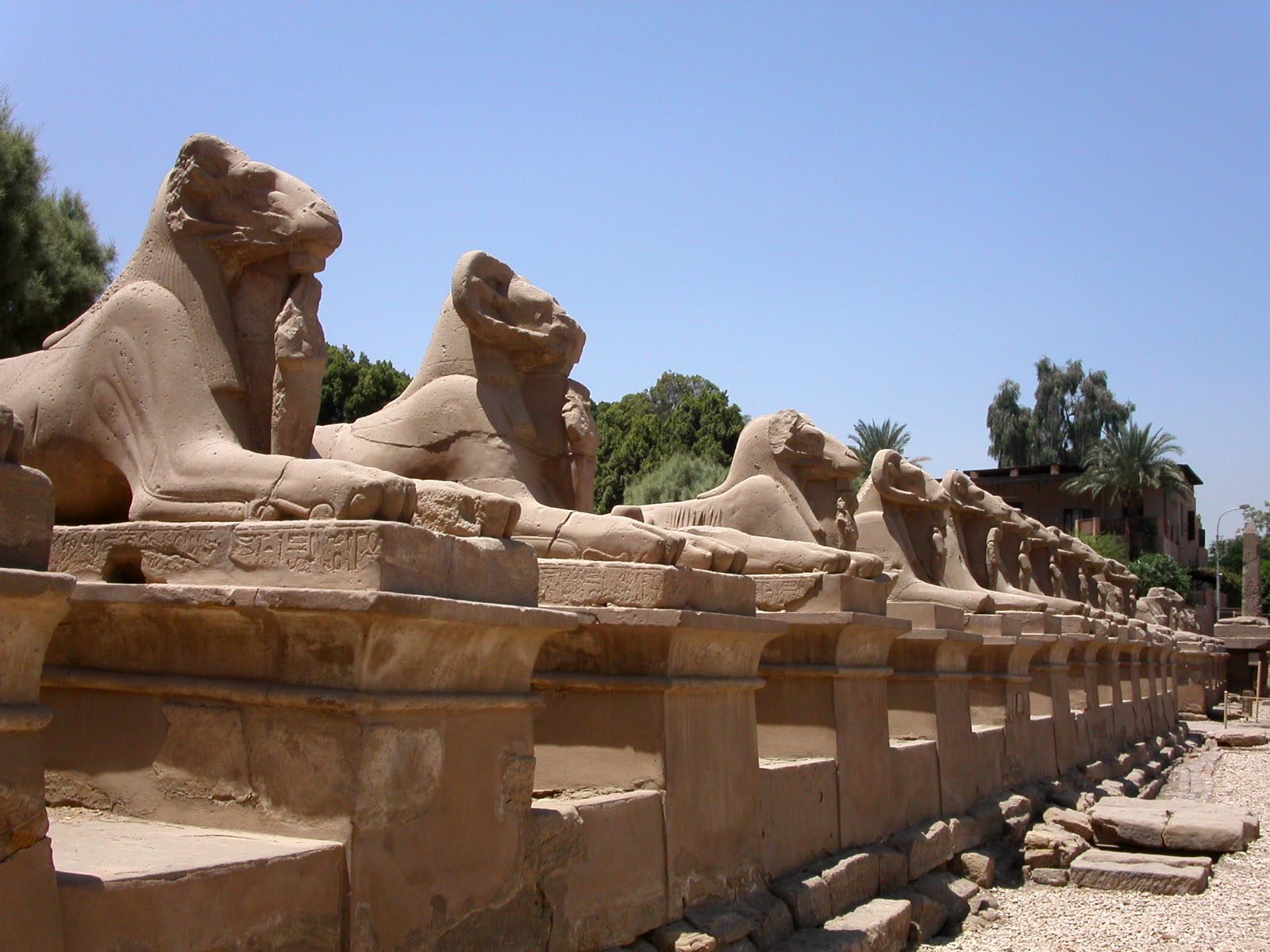
طريق الكباش المؤدي الي معبد الكرنك

طَرِيقُ اَلْكِبَاشِ (بالإنجليزية: The King’s Festivities Road) (بالفرنسية: Allée des sphinx) هو طريق يزيد عمره على 3500 عام ويبلغ طوله 2.7 ميل وعرضه حوالي 250 قدمًا، ويربط بين معبد الكرنك ومعبد الأقصر، وقد تم اكتشافه في مدينة طيبة القديمة (بمدينة الأقصر حاليًا)، حيث تصطف تماثيل أبو الهول والتماثيل برأس الكبش على الجانبين.

## التاريخ
بدأ بناء طريق الكباش خلال عصر الدولة الحديثة واكتمل في عهد حاكم الأسرة الثلاثون نختنبو الأول (380-362 قبل الميلاد)، لكن الطريق دفن تحت طبقات من الرمال على مر القرون.
تم العثور على أول أثر للطريق في عام 1949 عندما اكتشف عالم الآثار المصري زكريا غنيم ثمانية تماثيل بالقرب من معبد الأقصر، مع اكتشاف 17 تمثالًا آخر من 1958 إلى 1961 و 55 تم اكتشافها من 1961 إلى 1964 - كل ذلك في محيط 250 مترا.
من عام 1984 إلى عام 2000، تم تحديد مسار الممشى بالكامل أخيرًا، تاركًا للحفارات للكشف عن الطريق، ولكن الأمر كان صعبا حيث ترتب عليه عمليات هدم لإفساح المجال للطريق.
مشروع تطوير طريق الكباش بدأ في 2007 وتوقف في 2011، ثم اِستُؤْنِفَ العمل في 2017 حتى عام 2021.

## الوصف

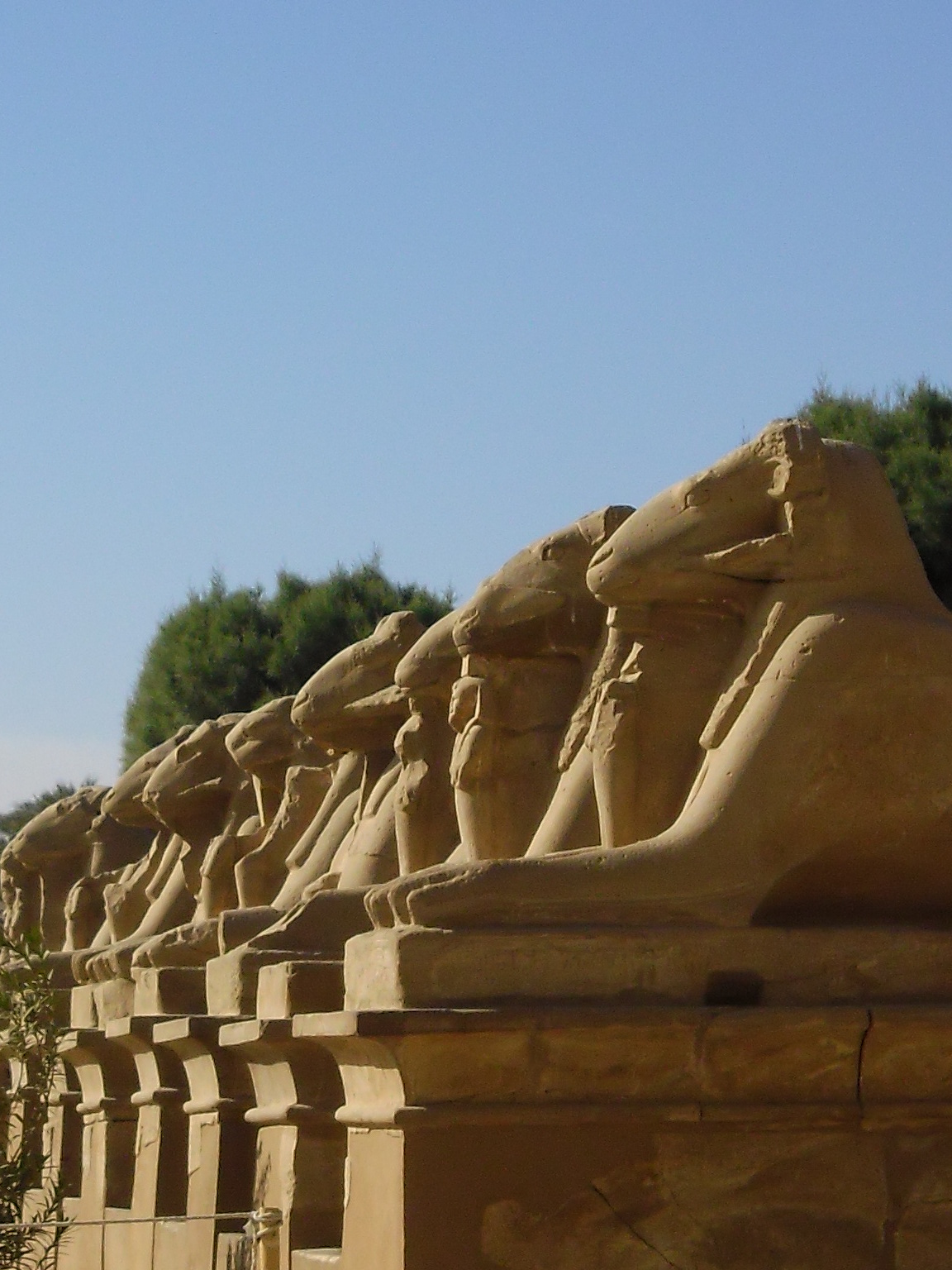
طريق الكباش

يتكون طريق الكباش من رصيف حجري في المنتصف بطول الطريق ويصطف على جانبيه قرابة 1300 تمثال تتخذ أشكال كبش كامل ورأس كبش على جسم أسد ورأس إنسان على جسم أسد. يربط طريق الكباش بين أهم المعالم الأثرية في الأقصر ونحتت تماثيله من الحجر الرملي ويمتد الطريق من معبد الكرنك إلى معبد الأقصر بطول 2700 متر.
يعرف طريق الكباش بأنه طريق مواكب الآلهة ويعود لعصر الأسرة الثامنة عشرة من الدولة المصرية القديمة في عهد الملكة حتشبسوت للاحتفال بعيد الإبت قبل أن يندثر الطريق تحت الأرض بمرور القرون وتعاقب الأزمنة.
التماثيل الأصلية البالغ عددها 1057 في الطريق، وهي مقسمة إلى ثلاثة أشكال:
- الشكل الأول جسم أسد برأس كبش أقيم على مساحة 1000 قدم تقريبًا بين معبد الكرنك ومنطقة موت في عهد حاكم المملكة الحديثة توت عنخ آمون.
- الشكل الثاني هو تمثال كبش كامل، بني في منطقة نائية في عهد الأسرة الثامنة عشر أمنحتب الثالث قبل نقله لاحقًا إلى مجمع الكرنك.
- الشكل الثالث، الذي يضم أكبر جزء من التماثيل هو تمثال لأبي الهول (جسد أسد ورأس إنسان)، وتمتد التماثيل على مسافة ميل إلى معبد الأقصر.

## التجديد والافتتاح الكبير
في 25 نوفمبر 2021، افتتحت مصر طريق الكباش للجمهور بحضور الرئيس المصري عبد الفتاح السيسي في مدينة الأقصر وسط ضجة كبيرة، بعد أن أنهت أعمال الترميم التي استغرقت أكثر من سبعة عقود.
وضمت المسيرة مشاركين بالزي الفرعوني، وأوركسترا سيمفونية، وتأثيرات ضوئية، وراقصين محترفين، وقوارب على النيل، وعربات تجرها الخيول.
موسيقى الحفل إنتاج مشترك من إعداد وتأليف المايسترو العالمي نادر عباسي والموسيقار أحمد الموجي - والذى قام أيضًا بالتدوين والتوزيع الموسيقي للعمل - والعمل والأوركسترا قيادة المايسترو نادر عباسي قائد أوركسترا الإتحاد الفيلهارموني ، وقام بالغناء كورال الإتحاد الفيلهارموني قيادة الموسيقي ريمون ملاك والذى قام أيضًأ بتدريب المغنيين على الغناء (باللغة المصرية القديمة) أنشودة الأوبت والذي يمثل أحد أهم الأعياد المصرية القديمة وأنشودة النداء الأول من مقصورة حتشبسوت الحمراء غناء الفنانة شهد عز حتشبسوت غناء الفنانة هايدي موسى ثم أنشودة آمون رع غناء الفنان عز الأسطول واختتم الحفل بأغنية الأقصر بلدنا غناء الفنان وائل الفشني.
مع بداية الاحتفال، كانت هناك ثلاثة مراكب «مقدسة» مصممة بالطراز الفرعوني تسير في قلب نهر النيل وسط أضواء مبهرة، وصُممت تلك «المراكب المقدسة» في نهر النيل لترمز إلى ثالوث طيبة المقدس، آمون وموت وخونسو، وهي رموز الاحتفال بعيد الإبت لدى المصريين القدماء.
وكان يتعين على الكهنة القيام بتلك الطقوس مرتين سنويا: الأولى في عيد الحصاد، والثانية في عيد جلوس الملك. وبذلك يعدّ هذا الطريق، الذي يطلق عليه اسم طريق المواكب الملكية، أقدم طريق احتفالي ديني في التاريخ.